# 马家店街道
马家店街道，是中华人民共和国湖北省宜昌市枝江市下辖的一个乡镇级行政单位。

## 行政区划
马家店街道下辖以下地区：丰坪巷社区、熊家窑社区、七口堰社区、五柳树社区、江口社区
计划居委会、余家溪居委会、拽车居委会、双寿桥居委会
滕家河村、宝筏寺村、白家岗村、赵家河村、永收垸村、中桥村。